# کیشا بل
کیشا بل (انگلیسی: Keisha Bell؛ زادهٔ ۲۰ دسامبر ۱۹۷۹) بازیکن فوتبال اهل ایالات متحده آمریکا است.
از باشگاه‌هایی که در آن بازی کرده‌است می‌توان به اشاره کرد.
وی همچنین در تیم ملی فوتبال زنان ایالات متحده آمریکا بازی کرده‌است.